# Kloster Mariental (Böckingen)
Das Kloster Mariental war ein mittelalterliches Nonnenkloster, das im Wesentlichen durch zwei Urkunden aus dem 13. Jahrhundert und eine in Böckingen, heute Stadtteil von Heilbronn im nördlichen Baden-Württemberg, gefundene Grabplatte nachgewiesen wird. Der genaue Standort des Klosters ist unbekannt. Der Flurname Nonnenbuckel in Böckingen könnte die einstige Stelle des Klosters markieren, das Kloster könnte sich aber auch in dem einige Kilometer östlich des Neckars gelegenen, ehemaligen Ort Altböckingen befunden haben.

## Geschichte
Laut Dambacher wurde ein in Bogkingen zu gründendes Frauenkloster Vallis sancte Marie (Mariental) in einer Urkunde vom Würzburger Bischof Hermann I. von Lobdeburg von 1238 erstmals erwähnt. Der Bischof behielt sich die Jurisdiktion über das Kloster gemäß der Constitutionen von Citeaux vor. Eine ältere Urkunde Papst Gregors IX. von 1237 sichert einem nicht näher bezeichneten Kloster Vallis sancte Marie die Rechte der Zisterzienserklöster zu, nennt jedoch keinen Standort und keine Klostergüter, so dass jenes ansonsten in den Urkunden nicht genannte Kloster wohl damals erst geplant wurde und noch nicht bestand. Ausgehend von einer aufgefundenen Grabplatte war die erste Äbtissin des Klosters wohl eine Böckinger Edelfrau, als Stifter des Klosters kämen die Herren von Böckingen oder die Herren von Neipperg in Betracht.
Bischof Hermann von Lobdeburg gründete mehrere weitere Frauenklöster wie Seligental, Lichtenstern, Gnadental und Wechterswinkel. Das Nonnenwesen blühte im 13. Jahrhundert auf aufgrund einer religiösen Bewegung innerhalb des niederen Adels. Laut Riecke begründeten der Zisterzienser Konrad von Urach zusammen mit dem Würzburger Domherrn Salomo mit seinen Predigten in Ostfranken eine Frömmigkeit innerhalb des Niederadels. Weitere Klostergründungen dieser Zeit in jener Gegend waren das Lichtensterner Kloster Stella Praeclara, das 1242 von Luitgard von Weinsberg, einer gebürtigen Schenkin von Limpurg und Witwe Engelhards III. von Weinsberg, gegründet wurde, sowie die im Lichtensterner Kopialbuch erwähnten Klöster aufgrund von Stiftungen der Herren von Magenheim und der Herren von Neuffen.
Der Zugang in die exklusiven Benediktinerklöster war für den Niederadel nicht erlaubt, da ein Beschluss des Zisterzienser-Generalkapitels aus dem Jahr 1228 verbot, wirtschaftlich schwache Nonnenklöster in den Orden der Zisterzienser aufzunehmen. Infolgedessen waren die kleinen Klöster keine Klöster im eigentlichen Sinne, sondern lediglich Kongregationen von Nonnen, die dem Bischof von Würzburg als ihrem geistlichen Herrn unterstanden.
Die wirtschaftlichen Schwierigkeiten der kleinen Klöster führten alsbald zu mehreren Umsiedlungen und Vereinigungen. Einer solchen Vereinigung fiel wohl auch das Böckinger Kloster zum Opfer. Aufgrund mehrerer Verbindungen zum Kloster in Frauenzimmern nimmt man an, dass das Kloster Mariental mit dem Kloster Frauenzimmern vereinigt und der Standort in Böckingen noch im 13. Jahrhundert wieder aufgegeben wurde.

## Standortfrage
Da es keine sicheren baulichen Überreste gibt und die Urkunden den Standort des Klosters nicht genau bezeichnen, gibt es über den Standort nur Spekulationen. Alfred Schliz, Heim und Karl Heinz Mistele lokalisieren das Kloster in Böckingen, wo der Flurname Nonnenbuckel den einstigen Standort markieren könnte. Wanner und Kiefner lokalisieren den Ort des Klosters dagegen im östlich des Neckars gelegenen einstigen Ort Altböckingen, da dieser zum Bistum Würzburg zählte, während Böckingen dem Bistum Worms angehörte. Böckingen und Altböckingen lassen sich in älteren Urkunden nicht eindeutig unterscheiden.

## Grabplatte

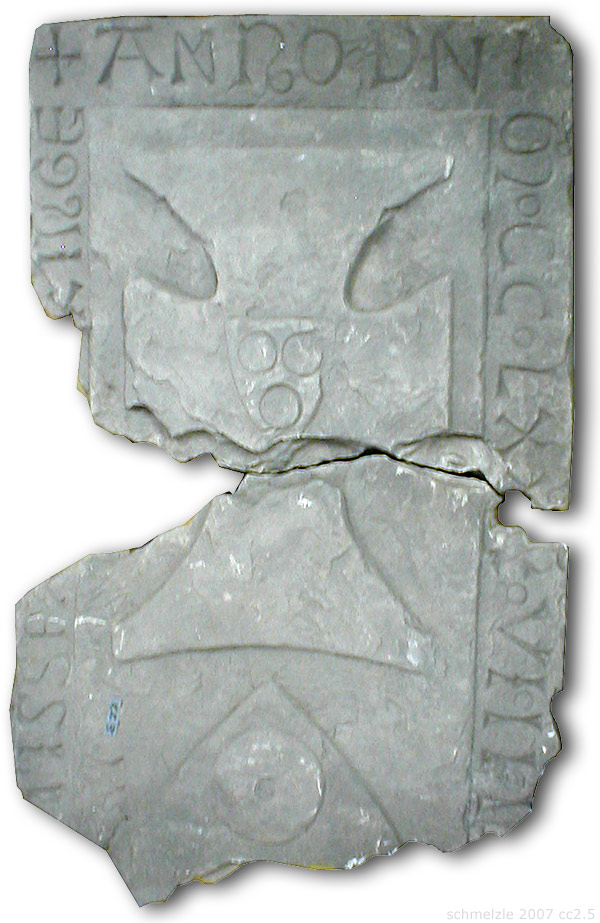
Die Inschrift auf dem Epitaph lautete möglicherweise: ANNO DOMINI M CC LXXX VIII IN DIE SANCTIJ VRBANI OBIIT …[ABBA oder ADVOCA]TISSA DE BECKINGE.

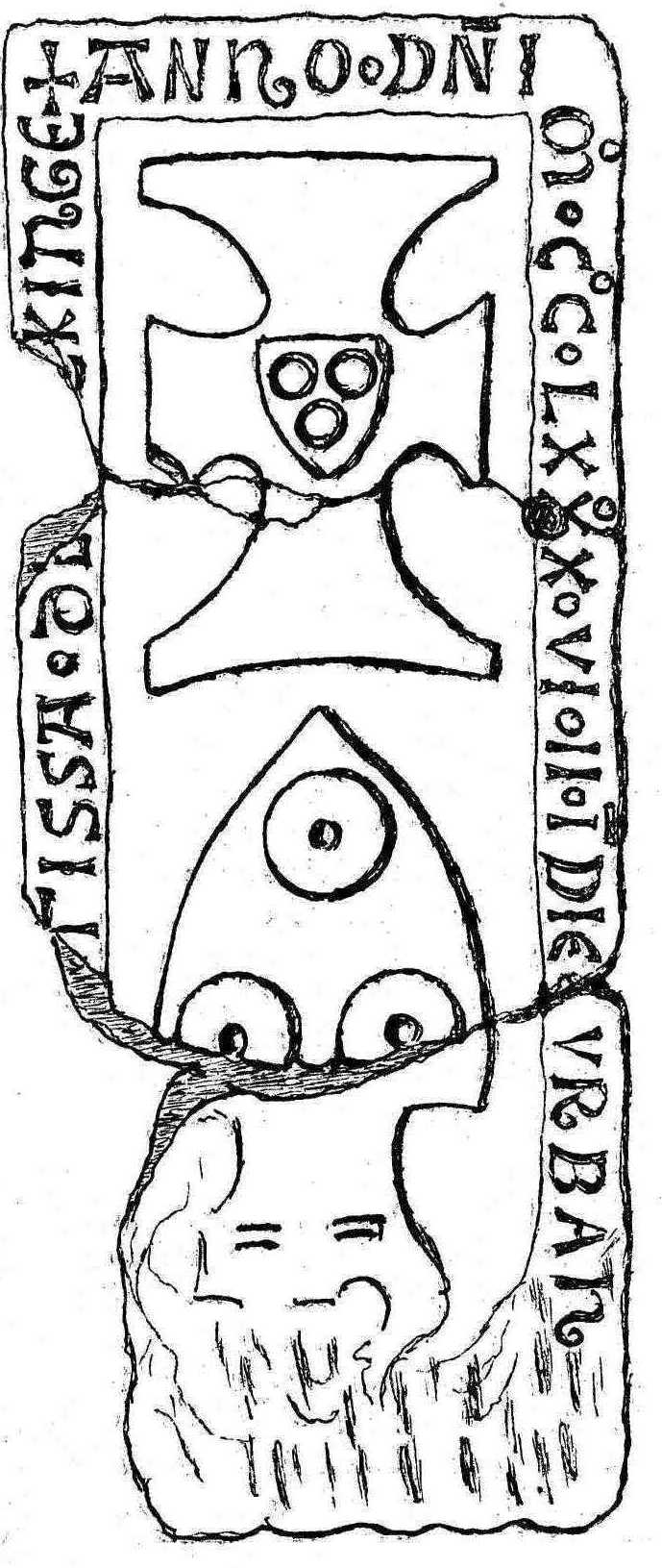
Grabplatte aus dem Kloster Böckingen von 1288 im Jahre 1900 mit folgender Inschrift: ANNO D[…]M[…]I M CC LXXX VIII I[…] DIE […] VRBAN[…]TISSA DE […]KINGE.

Im Jahr 1900 wurde die Pankratiuskirche in Böckingen umgebaut, dabei fand man ein Epitaph, das damals bei der Entdeckung eine Größe von 200 × 80 cm hatte, während heute nur noch Fragmente der Platte erhalten sind. Der Zustand bei Auffindung ist durch eine Zeichnung überliefert. Das heute nicht mehr vorhandene untere Drittel war durch Brand oder durch eine Überarbeitung per Spitzeisen stark beschädigt.
In der oberen Hälfte der Platte ist ein großes Kreuz zu sehen, das die Form zweier sich kreuzender Labrys hat. In der Mitte von diesem großen Kreuz befindet sich ein kleiner Schild in dem drei kleine Ringe zu sehen sind. Drei Ringe sind ansonsten auch Bestandteil des Wappens der Herren von Neipperg. Die untere Hälfte der Platte zeigt einen großen Helmschmuck mit abermals drei Ringen. Die heraldischen Elemente werden von einer umlaufenden Inschrift aus unterschiedlich ausgeformten Majuskeln eingerahmt, die jedoch schon bei der Auffindung der Platte nur noch fragmentarisch erhalten war.
Die Inschrift beginnt nach dem Uhrzeigersinn in der linken oberen Ecke. Bei der Entdeckung war von der Inschrift noch folgendes zu lesen: ANNO D[…]M[…]I M CC LXXX VIII I[…] DIE […] VRBAN[…]TISSA DE […]KINGE. Während man sich über die Deutung weiter Teile der Inschrift im Klaren ist, bestehen unterschiedliche Deutungen der Buchstaben TISSA, die den letzten Teil des Titels der Verstorbenen bilden. Sie könnte Abbatissa (Äbtissin) oder Advocatissa (Vögtin) gewesen sein.
Nach Schliz, Heim und Mistele könnte die Inschrift vollständig folgendermaßen lauten: ANNO DOMINI M CC LXXX VIII IN DIE SANCTIJ VRBANI OBIIT … ABBATISSA DE BECKINGE
Übersetzt heißt das: Im Jahr des Herrn 1288 am Tag des hl. Urban (25. Mai) starb die Äbtissin von Böckingen. Begründet wird diese Ergänzung folgendermaßen: Das Kreuz auf der oberen Hälfte des Epitaphs sei mit dem Kreuz der Weltenkugel bei anderen vergleichbaren Epitapen zu vergleichen und die Mitra sei mit denen anderer Abt-Epitaphe zu vergleichen. Der Flurname Nonnenbuckel und archäologische Grabungen hätten ein Frauenkloster nachgewiesen.
Nach Kolb und Wanner könnte die Inschrift vollständig folgendermaßen lauten: ANNO DOMINI M CC LXXX VIII IN DIE SANCTIJ VRBANI OBIIT … ADVOCATISSA DE BECKINGE Im Jahr des Herrn 1288 am Tag des hl. Urban (25. Mai) starb die Vogtin von Böckingen. Begründet wird diese Deutung mit einem 1279 bis 1295 erwähnten Cunradus advocatus, der Vogt und Kirchenherr war, und dessen Frau die Verstorbene hätte sein können.